# ريتا ليجون
ريتا ليجون (بالإنجليزية: Rita Lejeune)‏‏ (22 نوفمبر 1906 في هيرستال - 18 مارس 2009 في لييج) أستاذة جامعية، وناشطة حقوق المرأة، ولغوية، وفقيهة لغة، وباحثة في الرومانسية من بلجيكا. درست في جامعة لياج وكانت عضوًا في الأكاديمية الملكية للعلوم والأدب والفنون الجميلة في بلجيكا.